# Shelley Berman
Sheldon Leonard Berman, känd som Shelley Berman, född 3 februari 1925 i Chicago, Illinois, död 1 september 2017 i Bell Canyon, Kalifornien, var en amerikansk komiker och skådespelare.

## Utmärkelser
Berman vann bland annat ett Grammy Award för Best Comedy Album 1960.

## Rollista i urval
- 1962 – Prärie (TV-serie)
- 1964 – Bewitched (TV-serie)
- 1964 – The Best Man
- 1967 – Skilsmässa på amerikanska
- 1970 – Het på gröten
- 1992–1993 – Lagens änglar (TV-serie)
- 2002–2009 – Curb Your Enthusiasm (TV-serie)
- 2004 – Familjen är värre
- 2006 – The Holiday
- 2006–2008 – Boston Legal (TV-serie)
- 2008 – Jiddra inte med Zohan